# 斯塔福德 (德克萨斯州)
斯塔福德是美国德克萨斯州下属的一个小城市，位于大休斯顿都会区。这个城市大部分位于本德堡县，另外一小部分则位于哈里斯县。根据2010年人口普查的结果，斯塔福德的人口为17，693人。

## 历史
在1830年，威廉·斯塔福德建立了一个种植园，并同时建造了甘蔗厂和由马驱动的轧棉机。1836年8月15日，正值得克萨斯革命期间，桑塔·安纳的军队来到了斯塔福德的种植园并将其烧毁。斯塔福德重建了他的种植园并居住在那里，直到他于1840年去世。随后，一个叫斯塔福德的点（Stafford's Point）的乡镇在这个种植园旁边形成。1853年8月，由于哈里斯铁路开始停靠在斯塔福德的点，使其成为了城址。1854年，斯塔福德点拥有了自己的邮局；到了1869年，它曾一度改名为斯塔福德市（Staffordville）并创办了邮局（1869年1月5日至1869年2月26日）。现在被称作斯塔福德的城镇，于1869年至1918年开设邮局，并于1929年重新营业。
在1884年，斯塔福德有50位居民，两个小商铺，一家杂货店。到了1896年，这个城镇已有300人的人口；1914年，它的人口量又减少到100人。1931年，再次有320名居民居住于斯塔福德；而在1946年，这个数量增加到了400名。1956年，斯塔福德设市。

## 地理

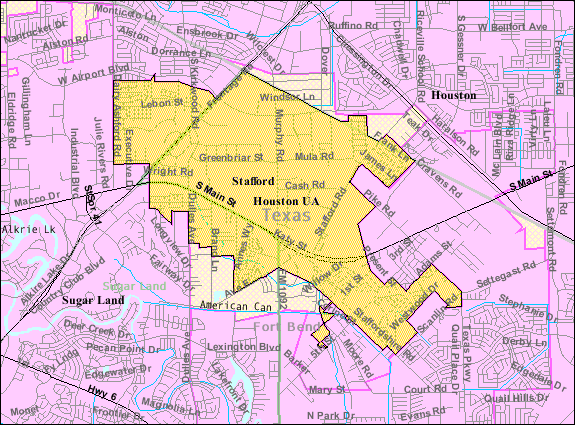
斯塔福德的地图

斯塔福德的经纬度为29°37′27″N 95°33′48″W / 29.62417°N 95.56333°W（29.624186, -95.563359）。根据美国人口调查局的资料，这个城市的总面积为18.1平方千米，没有水域面积。

### 气候
这一地区的气候特点是炎热高温，夏季潮湿，冬季一般凉爽低温。根据柯本气候分类法，斯塔福德的气候类型为副热带湿润气候（Cfa）。

### 域外管辖权
斯塔福德市对某些地区拥有域外管辖权。
有两个域外管辖权的地区属于休斯顿独立学区，其中一个地区在8号公路和斯塔福德路（Stafford Road）之间，另外一个地区在8号公路和墨菲路（Murphy Road）之间。艾利芙独立学区（Alief Independent School District）下属的域外管辖区紧挨着梅多斯广场，顺沿69号州际公路/59号美国国道。福特本德独立学区的治外管辖区包括一部分第五街道的区域，和一片在90号美国备用国道、杜勒斯大道（Dulles Avenue）、E号大道（Avenue E.）周围的区域。
斯塔福德市避免吞并这些区域，因为这样做会让其领土上的学区面积大于市属学区（斯塔福德市属学区）面积，而该城希望市属学区和领土里学区面积一样大。没有其他学区的许可,市属学区不能兼并这些区域。

## 公园与休闲娱乐

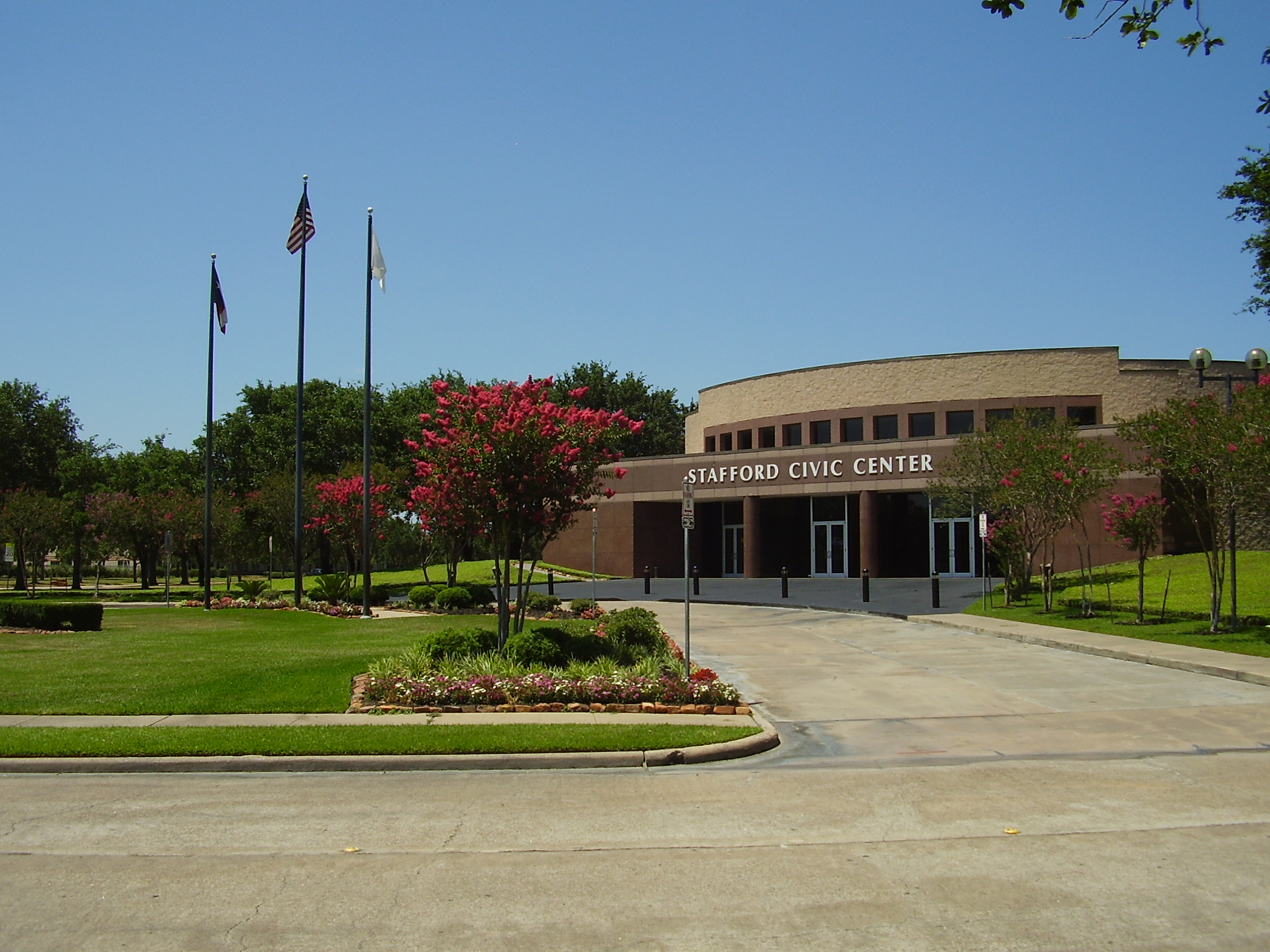
斯塔福德市民中心

在斯塔福德，大约有35.6英畝（144,000平方）大的绿地属于市属公园的占地。
- 最大的公园为斯塔福德城市公园（Stafford City Park），占地16英畝（65,000平方），其包括有棒球场、垒球场、篮球场，一座亭房，游乐设备，野餐桌，和开放的足球、橄榄球场地。
- 戈登喷泉湖公园（Gordon Fountain Lake Park），占地9英畝（36,000平方）且是斯塔福德第二大的公园，其拥有全长半英里的有灯慢跑步道，以及一个湖泊和一座亭房，许些野餐桌和游乐设备。
- 瓦卡罗庄园公园（Vaccaro Manor Park）拥有四分之一英里长的有灯慢跑步道，一座亭房和游乐设施，并附配人行道及开放的足球场地，总占地占地4.5-英畝（18,000-平方）。
- 鲁宾公园（Rubin Park）占地3.14-英畝（12,700-平方），拥有许些野餐桌和游乐设备。
- 占地3英畝（12,000平方）的第一街区公园（First Street Park）拥有棒球、垒球场，有灯慢跑步道和野餐桌。
- 玛格丽特港岸历史纪念园（The Margaret Havens Historical Memorial Garden）紧靠着斯塔福德市民中心，它的玫瑰花园、长凳和喷泉吸引了许多情侣在此结婚。[8]

除此之外，斯塔福德还有其他的休闲娱乐场所。
- 斯塔福德在市政区（The Stafford Municipal Complex）里经营着市民中心（英语：Civic center）和城市游泳池，该城居民每年需要支付10美元以进入泳池。
- 斯塔福德表演艺术和会议中心（The Stafford Center Performing Arts Theater and Convention Center）拥有1,100个席位的艺术影院，25,000-平方英尺（2,300-平方）大的会面厅，展览间，和占地20,000-平方英尺（1,900-平方）的宴会厅（英语：ballroom），以及超过28-英畝（110,000-平方）的户外节庆绿地。[9]

在第五街道上，本德堡县运转着5-英畝（20,000-平方）大的斯塔福德社区中心，其属于非建制地区

## 政府

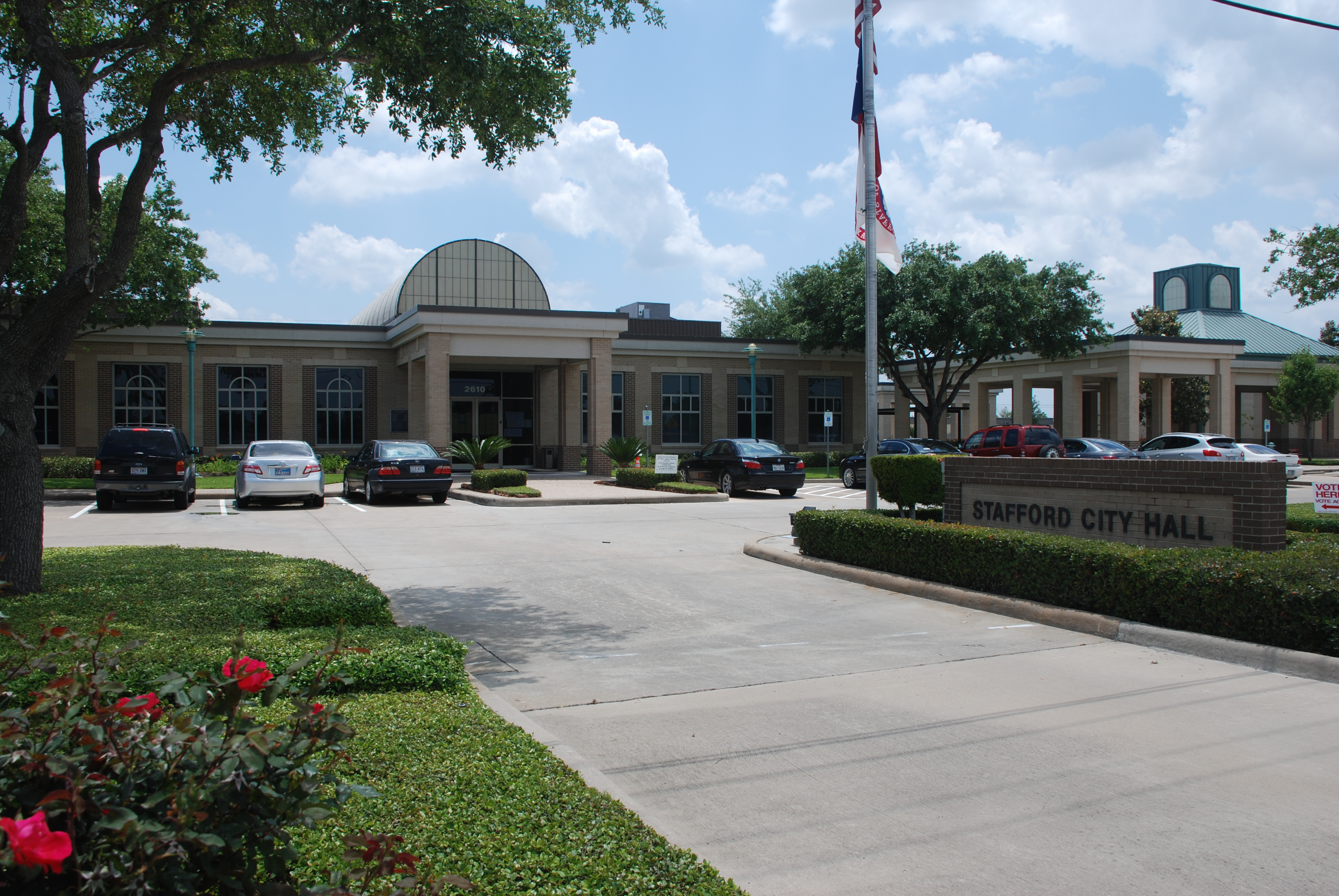
斯塔福德市政厅

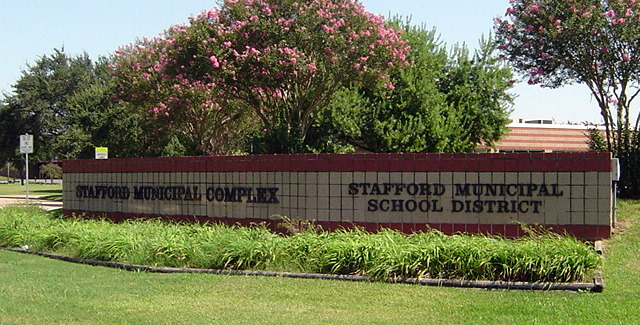
坐落于该市南部的斯塔福德市大厦，位于斯塔福德郡路、宪法大道上。

### 当地政府
1995年开始，斯塔福德市停止了非学区的房产税征收，这是休斯顿地区惟一一个实施此项措施，也是德克萨斯州实施此项措施的城市中人口最多的城市。政府仅靠商业上的销售税和特许权税获益。
截至2012年，斯塔福德的市长是伦纳德·斯卡塞拉（Leonard Scarcella）。他首次当选于1969年，并一直是这座城市的居民。
斯塔福德市政厅，斯塔福德警察署和市法院大楼坐落于南部，彼此相邻。斯塔福德志愿消防队管理了三个消防站。

### 联合政府
斯塔福德部分位于本德堡县，部分位于哈里斯县。居民需要给各自的县缴纳房产税。
截至2012年，以埃尔·夫兰科·李（El Franco Lee）为首的哈里斯县第一管理区，为在哈里斯县管辖区内的斯塔福德片区服务。
斯塔福德大部分位于德克萨斯州众议院（上议院）的26号选区；截至2012年，查理·霍华德（Charlie Howard）为该选区代表。斯塔福德还有一部分位于德克萨斯州众议院（上议院）的27号选区；截至2012年，里克·米勒（Rick Miller）为该选区代表。斯塔福德大部分位于德克萨斯州参议院（下议院）的13号选区；截至2012年，罗德尼·埃利斯（Rodney Ellis）为该选区代表。 斯塔福德还有一部分位于德克萨斯州参议院（下议院）的17号选区；截至2012年，约安·霍夫曼 （Joan Huffman）为该选区代表。
斯塔福德位于得克萨斯州的22号国会选区；截至2012年，彼特·欧森（Pete Olson）为该选区代表。

## 媒体
The Fort Bend Star是一家总部设在斯塔福德周报出版社。 休斯敦纪事报是当地主要的纪事报纸。

## 教育

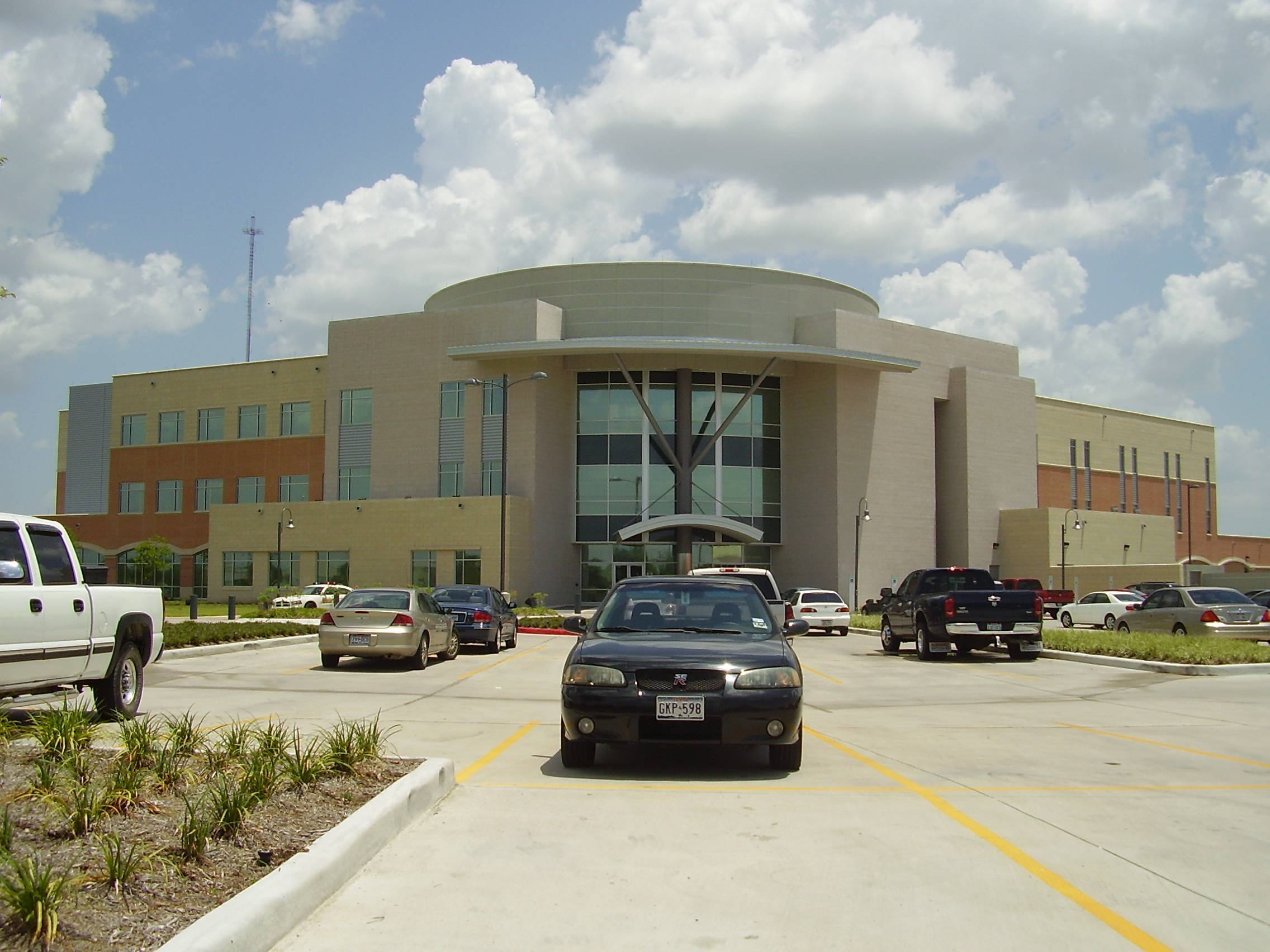
休斯顿社区学院坐落于斯塔福德的分校建筑

### 大学
该市由休斯顿社区学院系统管辖。休斯顿西南社区学院斯塔福德校区位于卡斯路（Cash Road）10041号。2012年春季，该校区共招生8,139人。

### 中小学

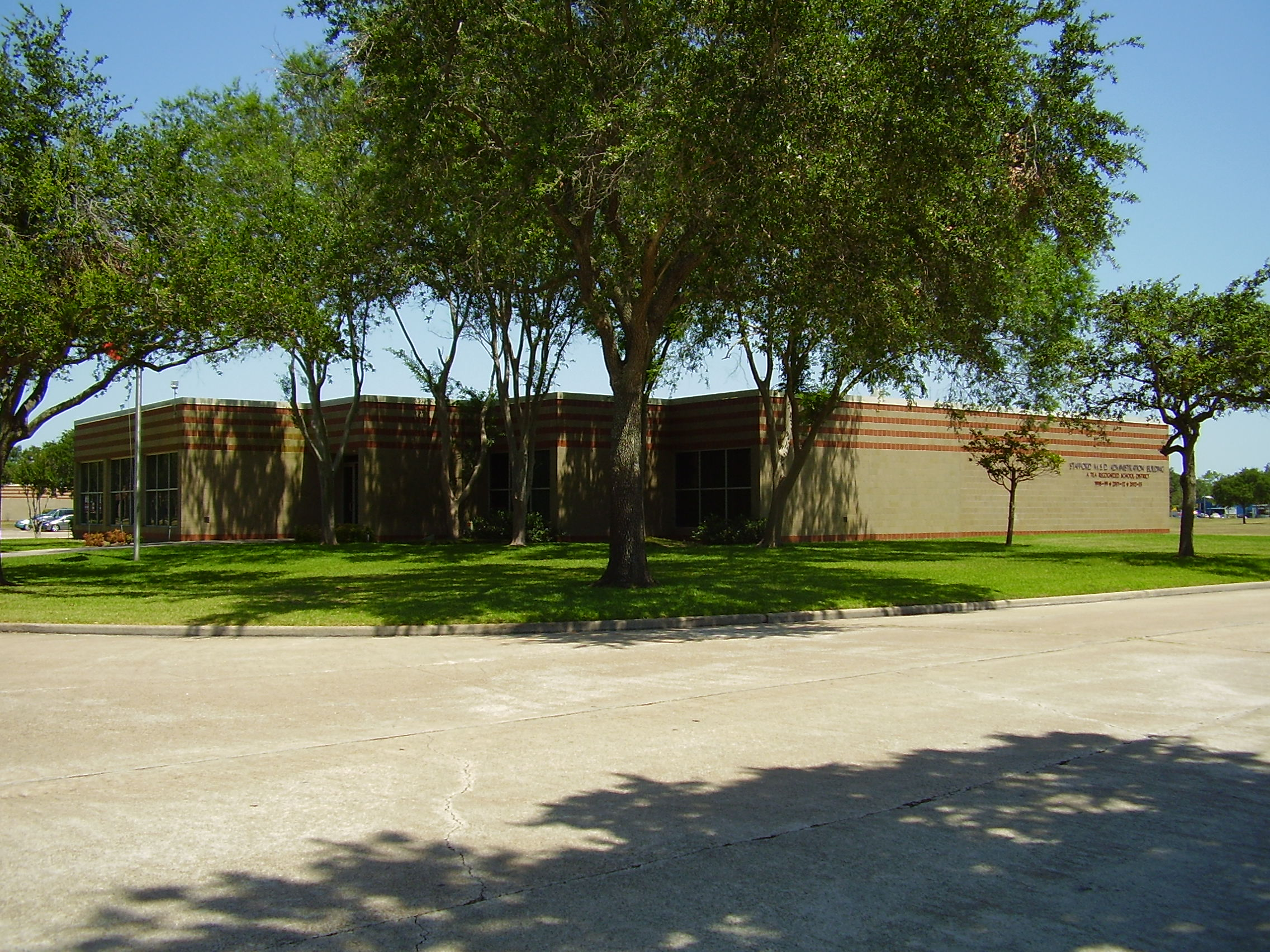
斯塔福德市学区总部

#### 公办学校
该市有全德克萨斯州唯一的市属学区（斯塔福德市属学区）。
1977年，斯塔福德从福特本德独立学区中脱离，并引起了几场联邦诉讼。最终在1981年，联邦宣布斯塔福德市立学区是合法的。那时几乎所有斯塔福德的公办学校都属于福特本德独立学区，另外几个则属于休斯敦独立学区。现在所有斯塔福德的学校都属于斯塔福德市政学区，在德克萨斯州唯一一个市属的学区。居民需要给学区缴纳房产税。
当斯塔福德的多数学校仍属于福特本德独立学区时，位于斯塔福德的斯塔福德郡小学（Staffordshire Elementary）接受一到四年级的黑人学生。1965年9月，福特本德独立学区废除种族隔离制度，该学校随即停止教学。这片区域后来售给了斯塔福德郡物业。

#### 私立学校
在斯塔福德的顶峰学院（Everest Academy）（接受学前班-五年级学生）是德鲁阿卡学校（Darul Arqam Schools）的分校。

### 公众图书馆
本德堡县图书馆（Fort Bend County Libraries）位于舒格兰市区范围内，坐落于杜勒斯大道（Dulles Avenue），毗邻杜勒斯中学，其下拥有玛米乔治部门（The Mamie George Branch）。玛米乔治图书馆（the Mamie George Library）由怀利 W（Wylie W）设计，占地4,900平方英尺（460平方）。1974年11月，淡水河谷联营公司（Vale and Associates）启用玛米乔治（以本德堡县慈善家命名）图书馆。图书馆建设的资金来自乔治基金会（The George Foundation）的捐赠，使用的土地由福特本德独立学区捐赠。1991年，玛米乔治图书馆重新装修。1996年，小企业物流中心从密苏里城搬到了玛米乔治部门下。

## 基础设施
美国邮政署在矢车菊路（Bluebonnet Drive）4110号设立了斯塔福德邮局。

## 图库

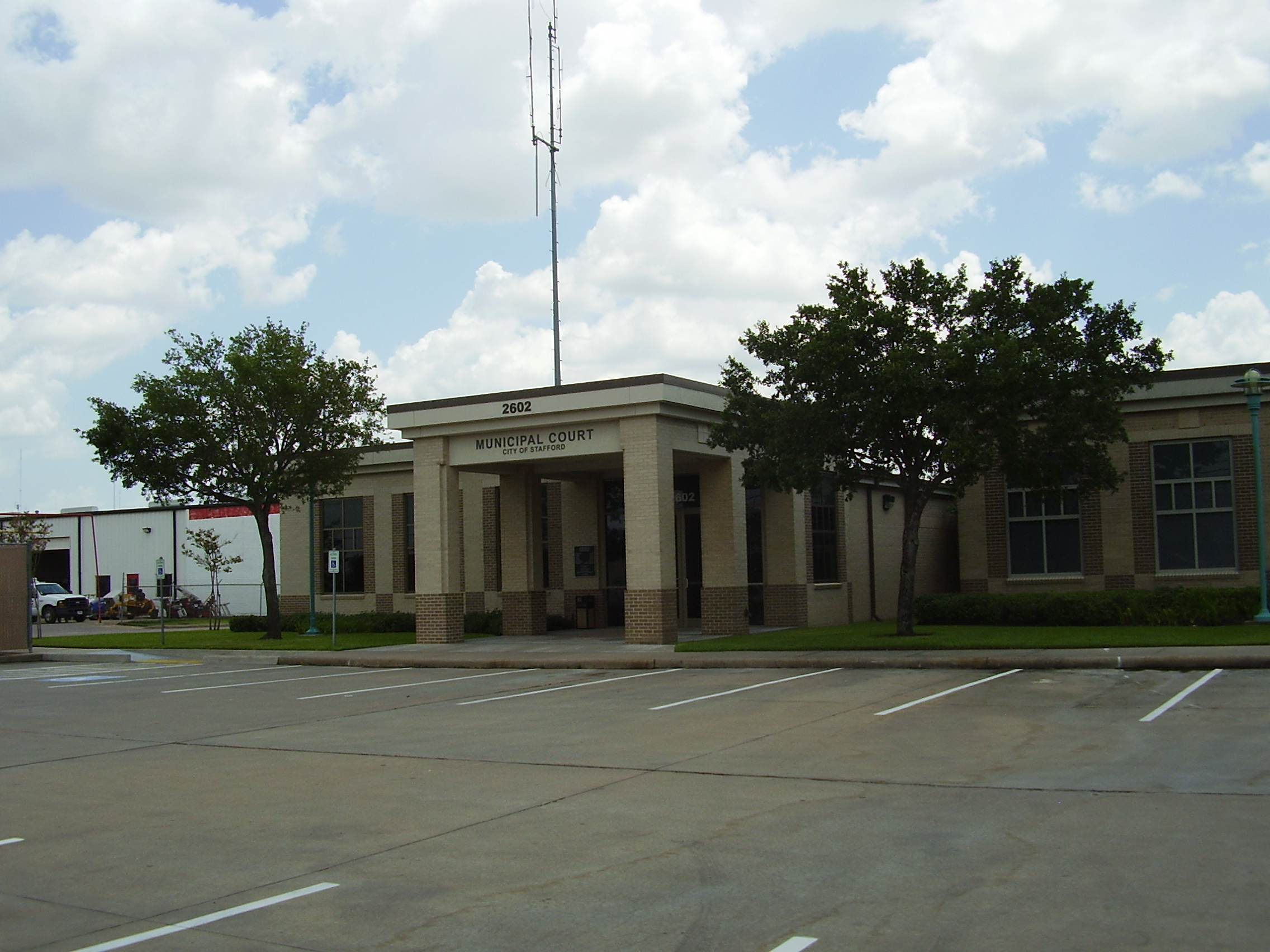
斯塔福德市立法院
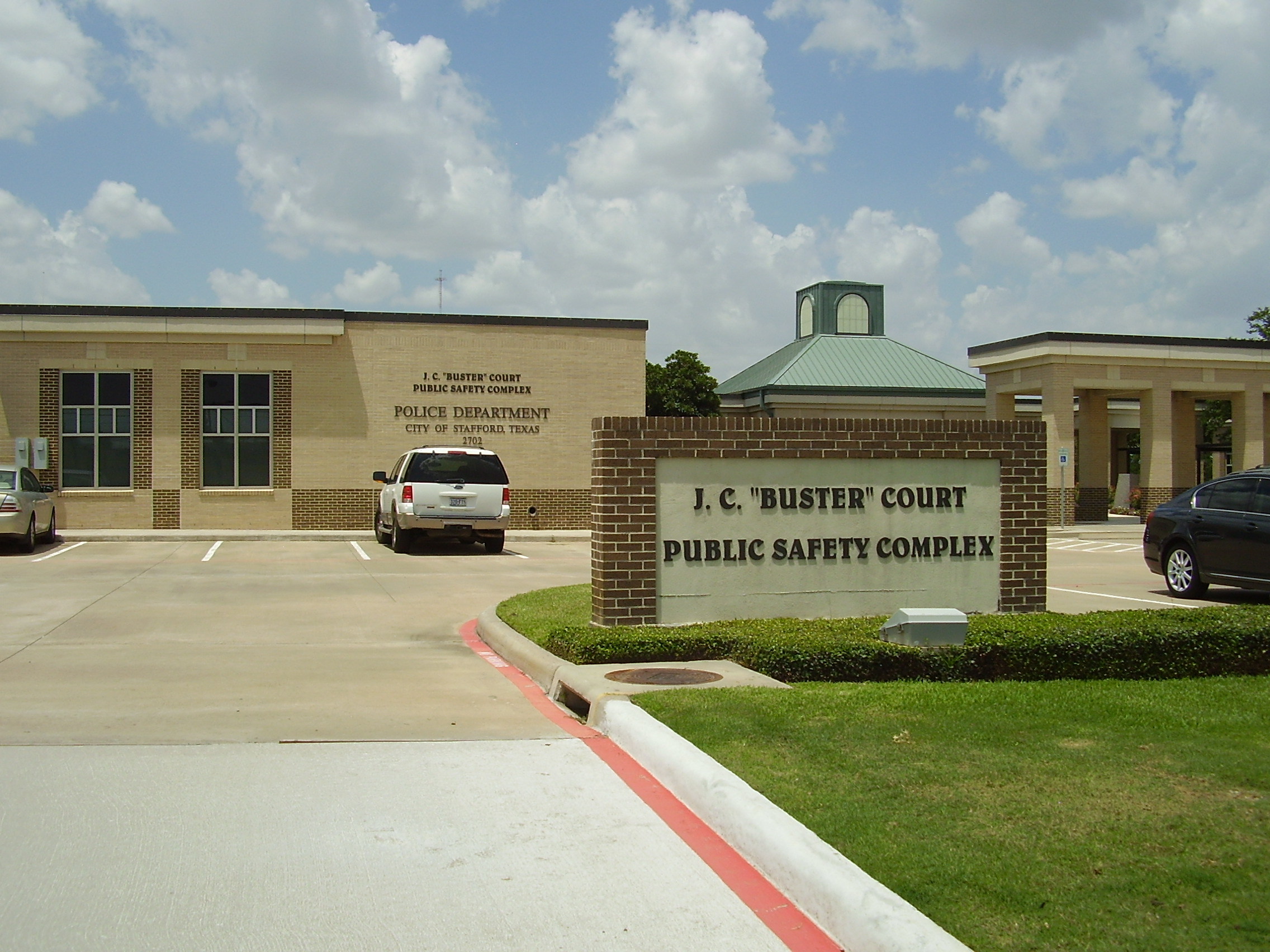
斯塔福德警局中，J.C."Buster"公共安全大厦的一部分。
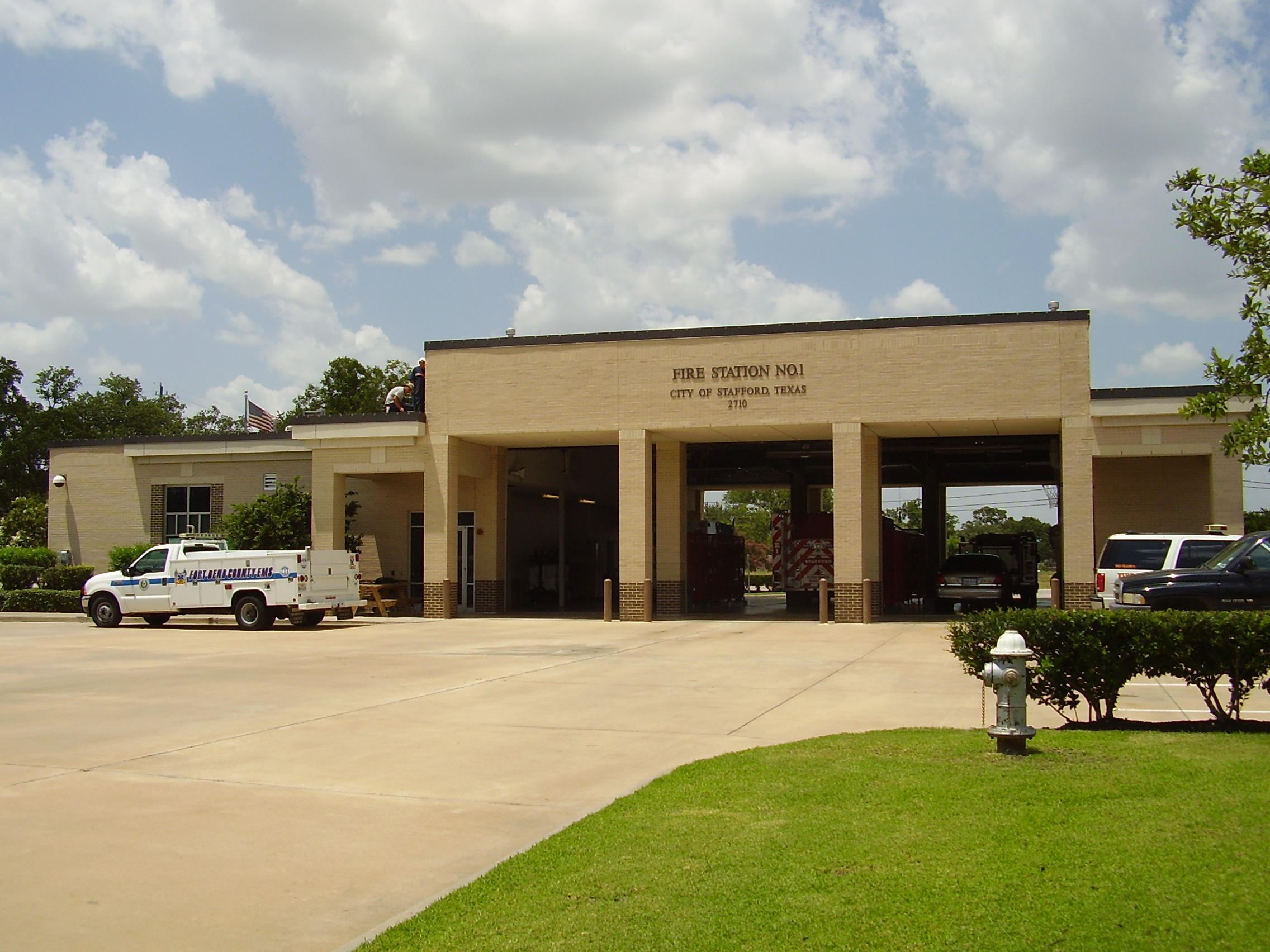
一号消防局中，J.C."Buster"法院公共安全大厦的一部分。
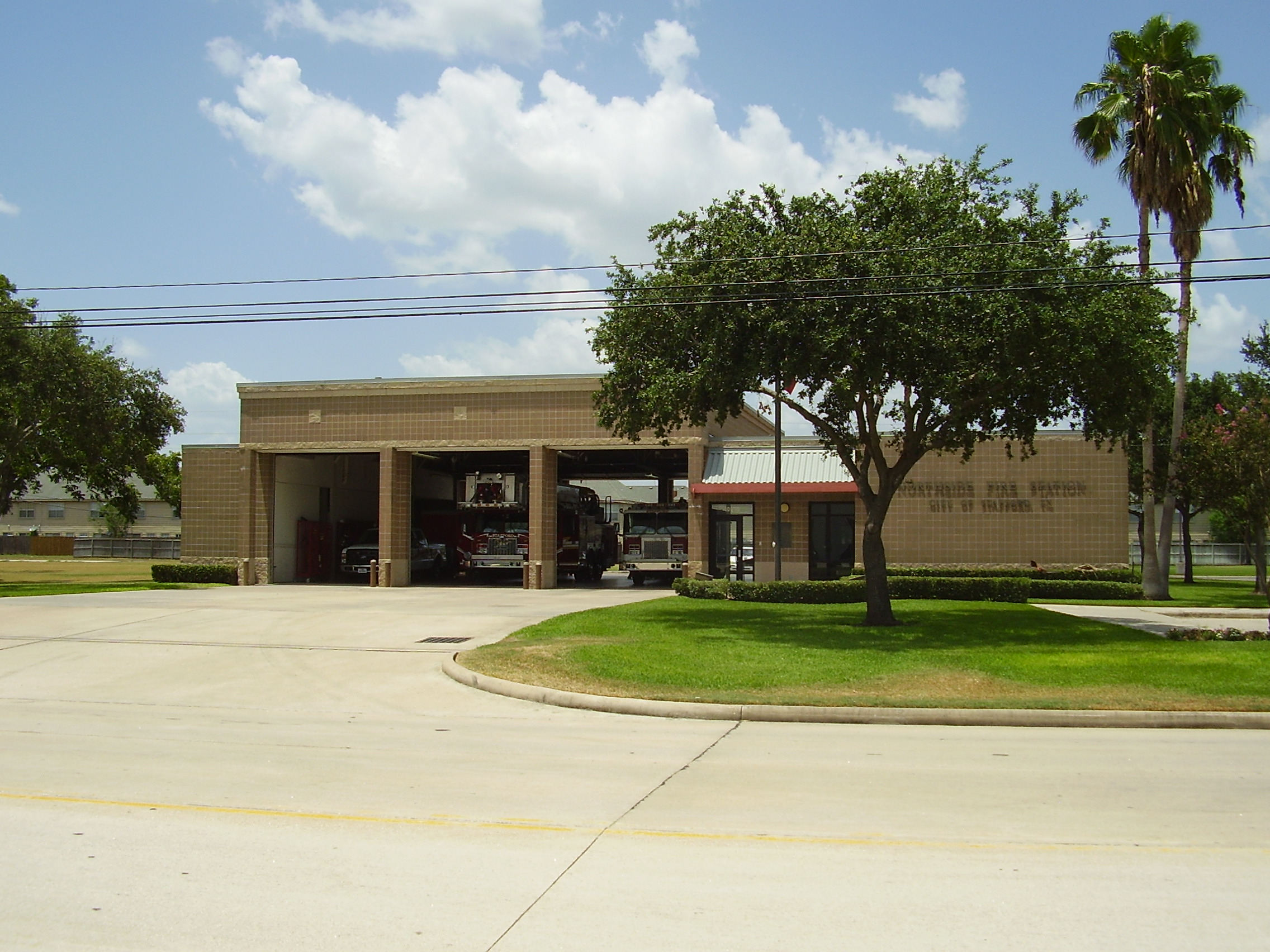
北区消防局
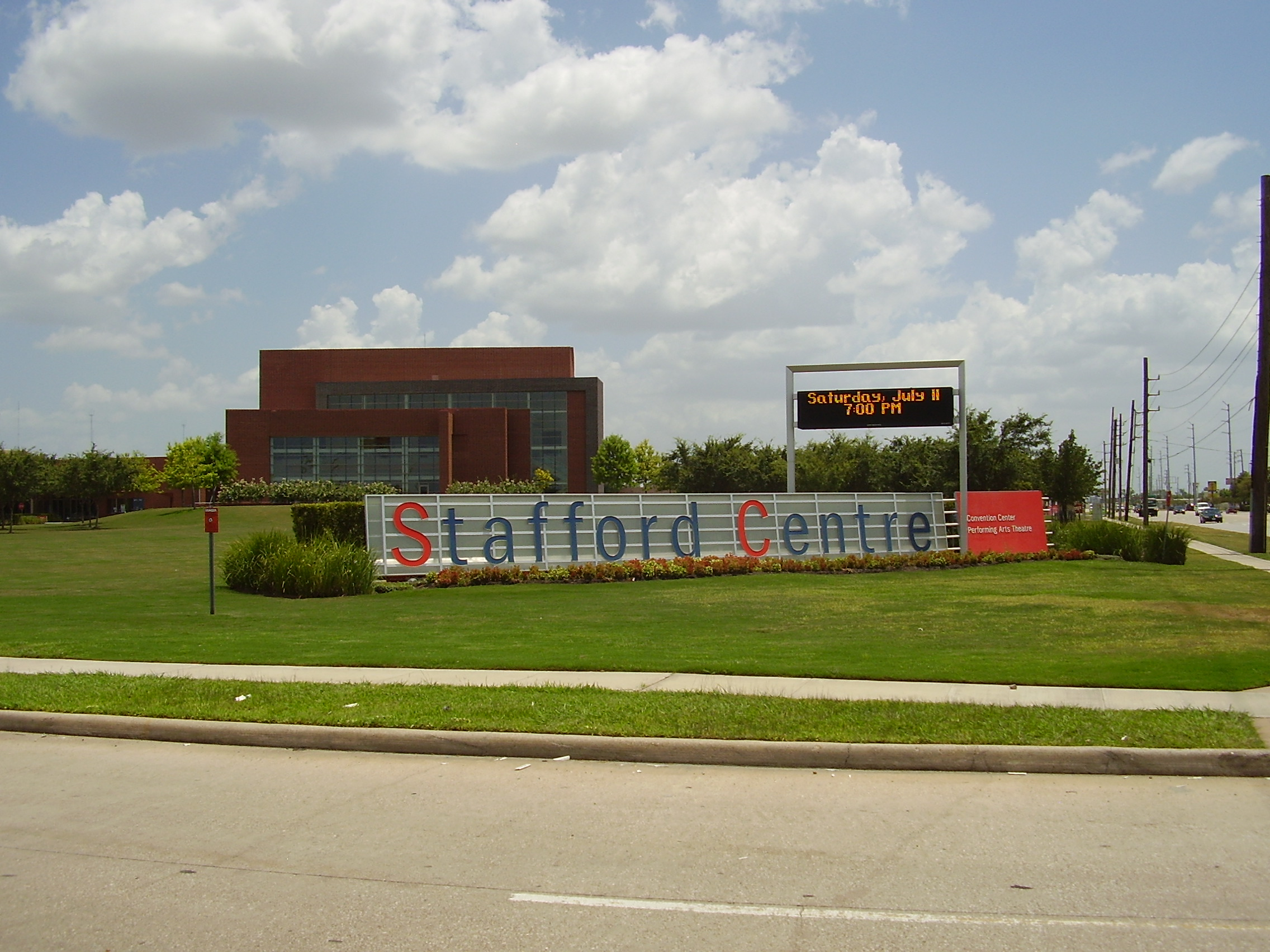
斯塔福德艺术表演中心
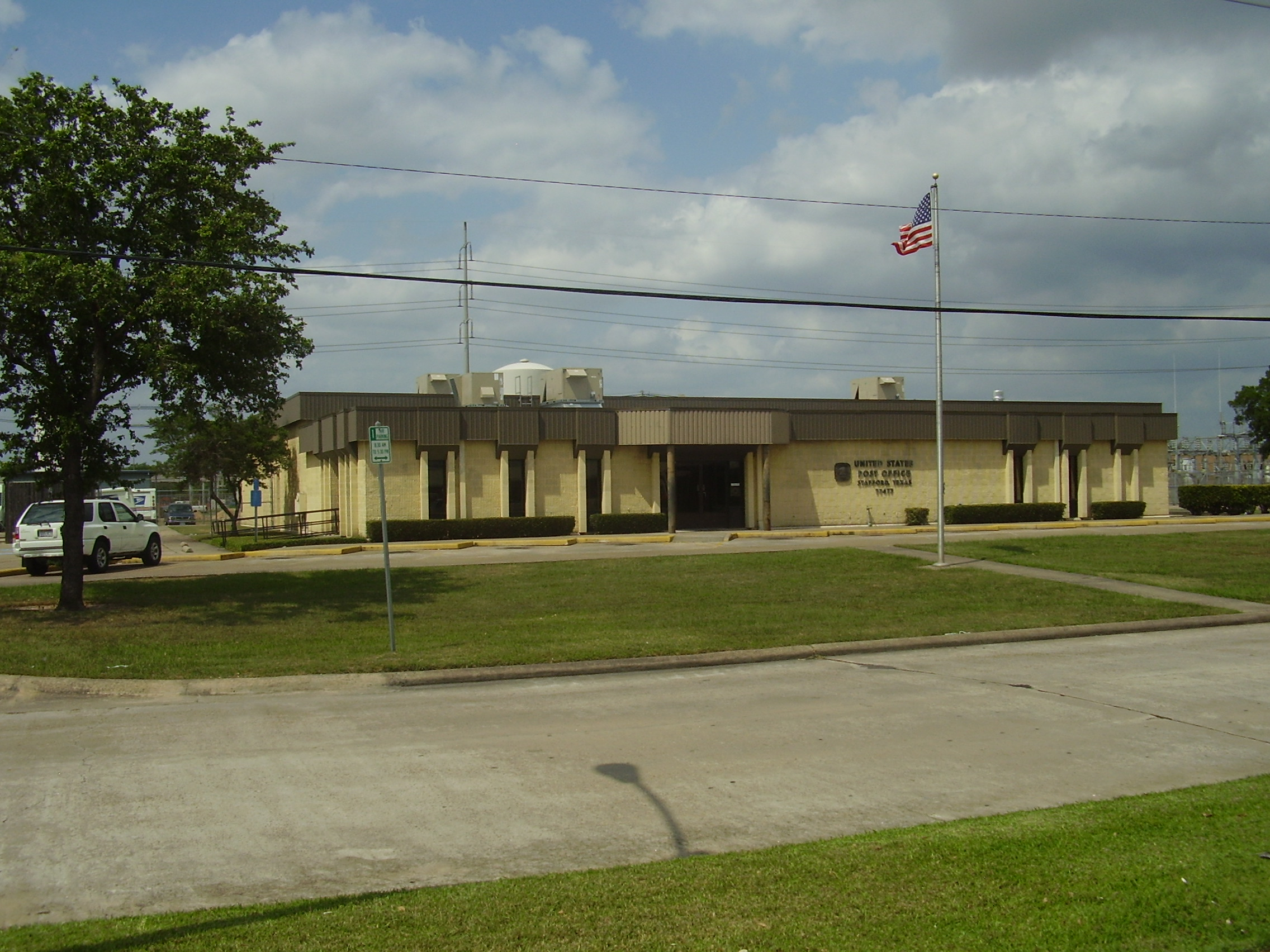
斯塔福德邮局